# Szűrő (jelfeldolgozás)
A szűrők a jel bizonyos komponenseit átengedik, míg a többit csillapítják. Szűrőkről akkor beszélünk, ha a cél kimondottan a frekvenciaszelektivitás megvalósítása.
A csillapítás mértéke jelentősen függhet a frekvenciától.

## A szűrőkkel kapcsolatos elvárások[1]
| Megnevezés                      | Jelentés                                                      | Előírások                | Előírások                          |
| Megnevezés                      | Jelentés                                                      | ideális                  | Reális                             |
| ------------------------------- | ------------------------------------------------------------- | ------------------------ | ---------------------------------- |
| Áteresztési frekvenciatartomány | A jel ebbe a tartományba eső komponensei jutnak át            | Az erősítés konstans     | Az erősítés adott tartományba esik |
| Átmeneti frekvenciatartomány    | Az áteresztési és zárási tartomány közötti szakasz            | A szélessége zérus       | A szélessége korlátozott           |
| Zárási frekvenciatartomány      | A jel ebbe a tartományba eső komponenseit szűri ki az áramkör | Az erősítés értéke zérus | Az erősítés adott korlát alá esik  |

## Szűrők csoportosítása[1]

### Összetettség alapján

#### Elsőfokú szűrők
Az elsőfokú szűrők átviteli függvényének számlálójában és nevezőjében is csak első fokú tagok vannak. Szorzóként megjelenhet s egész hatványa is. Az átviteli karakterisztika egy vagy két törésponttal rendelkezhet, az amplitúdókarakterisztika meredeksége 0, -20dB/dekád vagy +20dB/dekád lehet az egyes frekvenciatartományokban.
Az elsőfokú szűrőkben az ellenállás(ok) mellett csak egyféle reaktív komponens lehet: kondenzátor vagy                induktivitás.

#### Másodfokú szűrők
Az átviteli függvény számlálójában és nevezőjében is megjelenhet s és ezzel a frekvencia második hatványa, másodfokú polinomja.
Másodfokú szűrők már tartalmazhatnak kétféle reaktív komponenest, kondenzátort és induktivitást is.

### A felhasznált komponensek alapján
- RC - a kapcsolás csak ellenállás(oka)t és kondenzátor(oka)t tartalmaz
- RL - a kapcsolás csak ellenállás(oka)t és induktivitás(oka)t tartalmaz
- LC - a kapcsolás csak induktivitás(oka)t és kondenzátor(oka)t tartalmaz
- RLC - a kapcsolás ellenállás(oka)t, induktivitás(oka)t, kondenzátor(oka)t tartalmaz.

### A szűrési karakterisztika alapján
- Felüláteresztő szűrő – A vágási pont alatti frekvenciákat csillapítja.
- Aluláteresztő szűrő – A vágási pont feletti frekvenciákat csillapítja.
- Sáváteresztő szűrő – Egy bizonyos tartományon belüli frekvenciát átenged, a sáv alatti és a sáv feletti frekvenciákat csillapítja.
- Lyukszűrő, illetve sávzáró szűrő – Egy bizonyos sávban csillapít, alatta és felette átengedi a jelet.
- Rezgőkör - egy jelfolyam tartományából csak egy meghatározott frekvenciájú komponenst visz át, illetve szűr ki.
- Egyéb, összetett átviteli karakterisztikát megvalósító szűrő.

### Működés alapján
- passzív szűrő - csak ellenállást, kondenzátort, induktivitást tartalmazó szűrő. Erősítőelemet nem tartalmaz, így működése nem igényel tápfeszültséget.
- aktív szűrő - olyan szűrő, ami tartalmaz erősítőelemet, illetve olyan erősítőkapcsolás, amelyben vannak olyan komponensek, amelyek befolyásolják az erősítő átviteli karakterisztikáját. Működése tápfeszültséget igényel.
- Szilárdtest szűrő - elektromos és mechanikai rezgések (hullámok) csatolása. Az elektromos jel mechanikai rezgéssé alakul, majd visszaalakul elektromos jellé. Kvarcszűrő, kvarcrezonátor, rezgőkvarc. [2]
- digitális szűrő - számsorrá kvantált jelfolyamon végez matematikai műveletet valamilyen program alapján. A digitális szűrő lehet processzort és tárolókat tartalmazó céleszköz, vagy valamilyen számítógépen futtatható szoftver.

### Topológia alapján
- aszimmetrikus elrendezések: L, T, Π, aszimmetrikus létraszűrő
- szimmetrikus elrendezések: C, H, Doboz, XT, XΠ, szimmetrikus létraszűrő

### Áramköri szintézis alapján
- Butterworth szűrő
- Chebyshev szűrő
- Elliptic (Cauer) szűrő
- Bessel szűrő
- Gauss szűrő
- Optimális "L" (Legendre) szűrő
- Linkwitz–Riley szűrő